# Liste der Ehrendoktoren der Universität Lusíada
Die Liste der Ehrendoktoren der Universität Lusíada führt alle Personen auf, die von der Universität Lusíada die Doktorwürde ehrenhalber verliehen bekommen haben. In Klammern ist der Standort der Universität angegeben, an dem die Ehrenpromotion verliehen wurde.

## Ehrendoktoren
- 19. November 1993: António Jorge Martins da Motta Veiga (Vila Nova de Famalicão)
- 19. November 1993: António Martins da Cruz (Vila Nova de Famalicão)
- 19. November 1993: Alberto Franco Nogueira (Vila Nova de Famalicão)
- 19. November 1993: Vasco Fortuna (Vila Nova de Famalicão)
- 5. Juli 1996: Pablo Lucas Verdú (Lissabon)
- 5. Juli 1996: Manuel Martins (Lissabon)
- 5. Juli 1996: António Ramalho Eanes (Lissabon)
- 5. Juli 1996: Augusto Penha Gonçalves (Lissabon)
- 5. Juli 1996: Abel Pereira Delgado (Lissabon)
- Augustina Bessa Luís (Porto)
- Álvaro Siza Vieira (Porto)
- 29. April 1999: Xanana Gusmão (Lissabon)
- 21. März 2000: Claus Roxin (Lissabon)
- 22. Oktober 2001: Roland Berger (Lissabon)
- 26. November 2001: Tendzin Gyatsho (Porto)
- 22. November 2004: Francisco Muñoz Conde (Lissabon)
- 22. Oktober 2004: Winfried Hassemer (Lissabon)
- 25. Juni 2005: Jose Muntañola Thornberg (Lissabon)
- 25. Juni 2005: Manuel Tainha (Lissabon)
- 25. Juni 2005: Vítor Figueiredo (Lissabon)
- 6. Juli 2005: José Saraiva Martins (Lissabon)
- 27. Juni 2006: Antonio Paes de Andrade (Lissabon)
- 3. Oktober 2007: Valéry Giscard d’Estaing (Porto)
- 21. Mai 2009: Jorge Ortiga (Vila Nova de Famalicão)
- 20. Juli 2010: Nadir Afonso (Lissabon)
- 22. März 2011: João Charters de Almeida (Lissabon)